# Paolina d'Arenberg
Paolina Carlotta d'Arenberg (Bruxelles, 2 settembre 1774 – Parigi, 1º luglio 1810) è stata una nobile belga.

## Biografia
Era la figlia maggiore del duca Luigi Engelberto d'Arenberg, e di sua moglie, Luisa Antonietta di Lauragais, figlia del conte Luigi Leopoldo di Lauragais.

## Matrimonio
Sposò, il 25 maggio 1794 a Heverlee, il principe Giuseppe Giovanni II di Schwarzenberg (27 giugno 1769-19 dicembre 1833). Ebbero nove figli:
- Maria Eleonora (1796-1848), sposò Alfredo I di Windisch-Grätz;
- Maria Paolina (1798-1821), sposò Edoardo di Schönburg-Hartenstein;
- Giovanni Adolfo II di Schwarzenberg (1799-1888);
- Felix (1800-1852);
- Aloisia Eleonora Francesca Walburga (1803-1884), sposò Edoardo di Schönburg-Hartenstein;
- Maria Matilda (1804-1886);
- Maria Carolina (1806-1875), sposò Ferdinand Karel di Bretzenheim-Regécz;
- Maria Anna Berta Stefania (1807-1883), sposò August Longin Lobkowicz;
- Friedrich Johann (1809-1885), cardinale ed arcivescovo.

## Morte
Rimase uccisa nella notte tra l'1 e il 2 luglio 1810 durante l'incendio presso l'ambasciata austriaca a Parigi, nel corso di un gran ballo data dal Principe di Schwarzenberg, ambasciatore austriaco in Francia, per celebrare il matrimonio tra Napoleone e l'arciduchessa Maria Luisa.
Questo evento ha dato l'origine del corpo dei vigili del fuoco di Parigi da parte di Napoleone.

## Ascendenza
|                                      |                     |                                                            | Genitori                       |  |  | Nonni |  |  | Bisnonni                    |  |  | Trisnonni                |  |
|                                      |                     |                                                            |                                |  |  |       |  |  | Leopoldo Filippo d'Arenberg |  |  | Filippo Carlo d'Arenberg |  |
|                                      |                     |                                                            |                                |  |  |       |  |  | Leopoldo Filippo d'Arenberg |  |  | Filippo Carlo d'Arenberg |  |
|                                      |                     | Maria Enrichetta del Carretto                              |                                |  |  |       |  |  | Leopoldo Filippo d'Arenberg |  |  |                          |  |
| Carlo Maria Raimondo d'Arenberg      |                     |                                                            |                                |  |  |       |  |  | Leopoldo Filippo d'Arenberg |  |  |                          |  |
|                                      |                     | Maria Francesca Pignatelli                                 | Niccolò Pignatelli             |  |  |       |  |  |                             |  |  |                          |  |
|                                      |                     | Maria Francesca Pignatelli                                 | Niccolò Pignatelli             |  |  |       |  |  |                             |  |  |                          |  |
|                                      |                     | Maria Francesca Pignatelli                                 | Marie Claire Angeline d'Egmond |  |  |       |  |  |                             |  |  |                          |  |
| Luigi Engelberto d'Arenberg          |                     | Maria Francesca Pignatelli                                 |                                |  |  |       |  |  |                             |  |  |                          |  |
|                                      |                     | Louis Engelbert de La Marck                                | …                              |  |  |       |  |  |                             |  |  |                          |  |
|                                      |                     | Louis Engelbert de La Marck                                | …                              |  |  |       |  |  |                             |  |  |                          |  |
|                                      |                     | Louis Engelbert de La Marck                                | …                              |  |  |       |  |  |                             |  |  |                          |  |
| Louise Marguerite de La Marck        |                     | Louis Engelbert de La Marck                                |                                |  |  |       |  |  |                             |  |  |                          |  |
|                                      |                     | Marie Anne Hyacinthe de Visdelou                           | …                              |  |  |       |  |  |                             |  |  |                          |  |
|                                      |                     | Marie Anne Hyacinthe de Visdelou                           | …                              |  |  |       |  |  |                             |  |  |                          |  |
|                                      |                     | Marie Anne Hyacinthe de Visdelou                           | …                              |  |  |       |  |  |                             |  |  |                          |  |
| Paolina d'Arenberg                   |                     | Marie Anne Hyacinthe de Visdelou                           |                                |  |  |       |  |  |                             |  |  |                          |  |
|                                      | Louis II de Brancas | …                                                          |                                |  |  |       |  |  |                             |  |  |                          |  |
|                                      | Louis II de Brancas | …                                                          |                                |  |  |       |  |  |                             |  |  |                          |  |
|                                      | Louis II de Brancas | …                                                          |                                |  |  |       |  |  |                             |  |  |                          |  |
| Louis-Léon de Brancas                | Louis II de Brancas |                                                            |                                |  |  |       |  |  |                             |  |  |                          |  |
|                                      |                     | Adelaide Geneviève d'O                                     | …                              |  |  |       |  |  |                             |  |  |                          |  |
|                                      |                     | Adelaide Geneviève d'O                                     | …                              |  |  |       |  |  |                             |  |  |                          |  |
|                                      |                     | Adelaide Geneviève d'O                                     | …                              |  |  |       |  |  |                             |  |  |                          |  |
| Louise Antoinette de Brancas-Villars |                     | Adelaide Geneviève d'O                                     |                                |  |  |       |  |  |                             |  |  |                          |  |
|                                      |                     | Alexandre de Gand-Vilain                                   | …                              |  |  |       |  |  |                             |  |  |                          |  |
|                                      |                     | Alexandre de Gand-Vilain                                   | …                              |  |  |       |  |  |                             |  |  |                          |  |
|                                      |                     | Alexandre de Gand-Vilain                                   | …                              |  |  |       |  |  |                             |  |  |                          |  |
| Elisabeth Pauline de Gand-Vilain     |                     | Alexandre de Gand-Vilain                                   |                                |  |  |       |  |  |                             |  |  |                          |  |
|                                      |                     | Elisabeth Pauline Marguerite Francoise de La Rochefoucauld | …                              |  |  |       |  |  |                             |  |  |                          |  |
|                                      |                     | Elisabeth Pauline Marguerite Francoise de La Rochefoucauld | …                              |  |  |       |  |  |                             |  |  |                          |  |
|                                      |                     | Elisabeth Pauline Marguerite Francoise de La Rochefoucauld | …                              |  |  |       |  |  |                             |  |  |                          |  |
|                                      |                     | Elisabeth Pauline Marguerite Francoise de La Rochefoucauld |                                |  |  |       |  |  |                             |  |  |                          |  |